# Pany Yathotou
Pany Yathotou   (Nong Het District, 18 de febrer de 1951) és una política, banquera laosiana, i membre del Partit Popular Revolucionari de Laos.
Va ser la presidenta del consell d'administració i governadora del Banc de la República Popular Democràtica de Laos, el banc central del país, de 1988 a 1997. Ha estat presidenta de l'Assemblea Nacional de Laos des de 2010. Yathotou és membre de l'ètnia hmong de Laos.